# Arrondissement de Trou-du-Nord
L’arrondissement de Trou-du-Nord est un arrondissement d'Haïti, subdivision du département du Nord-Est. Il a été créé autour de la ville de Trou-du-Nord qui est aujourd'hui son chef-lieu. Il était peuplé par 104 582 habitants en 2009.
L’arrondissement compte quatre communes :
- Trou-du-Nord
- Caracol
- Sainte-Suzanne
- Terrier-Rouge